# Kênh 5 (Nga)
Kênh truyền hình số 5, hay gọi tắt là Kênh truyền hình 5, Kênh 5 (tiếng Nga: Пятый канал) là một hãng truyền hình có trụ sở tại thành phố Sankt-Peterburg, một trong những kênh truyền hình lâu đời nhất Liên Xô - nay là Nga.